# Pantachogon
Genre
Pantachogon est un genre de Trachyméduses (hydrozoaires) de la famille des Rhopalonematidae.

## Liste d'espèces
Selon World Register of Marine Species (10 avril 2016), Pantachogon comprend les espèces suivantes :
- Pantachogon haeckeli Maas, 1893
- Pantachogon militare Maas, 1893
- Pantachogon scotti Browne, 1910